# Otočić Galijula
Otočić Galijula este o arie protejată (sit de importanță comunitară — SCI) din Croația întinsă pe o suprafață de 88,94 ha, integral marine.

## Localizare
Centrul sitului Otočić Galijula este situat la coordonatele 42°22′39″N 16°20′19″E / 42.377563°N 16.338643°E.

## Înființare
Situl Otočić Galijula a fost declarat sit de importanță comunitară în iulie 2013 pentru a proteja un număr necunoscut de specii din flora spontană și fauna sălbatică aflate în arealul zonei.

## Biodiversitate
Situată în ecoregiunea marină mediteraneană, aria protejată conține 3 habitate naturale: Recifuri, Bancuri de nisip acoperite în permanență slab de apă marină, Peșteri marine scufundate complet sau parțial.
La baza desemnării sitului se află un număr nedeclarat de specii protejate.